# Xã Limestone, Quận Jewell, Kansas
Xã Limestone (tiếng Anh: Limestone Township) là một xã thuộc quận Jewell, tiểu bang Kansas, Hoa Kỳ. Năm 2010, dân số của xã này là 49 người.